# Bezemfranjehoed
De bezemfranjehoed (Psathyrella lacuum) is een schimmel die behoort tot de familie Psathyrellaceae. Hij komt alleen in gebouwen voor, vooral op hout, zoals Yucca.

## Kenmerken

### Uiterlijke kenmerken
De hoed heeft een diameter tot 20 mm. Het velum is schaars aanwezig.

### Microscopische kenmerken
De basidiosporen meten 6,3-8(9,5) × 4-5,5 µm en hebben een kiempore. De cheilocystidia zijn zakvormig of knotsvormig en zeer zelden aanwezig. Marginale cellen zijn dominant aanwezig..

## Verspreiding
De bezemfranjehoed komt uiterst zeldzaam voor in Nederland. Hij staat op de rode lijst in de categorie 'Verdwenen'. In Nederland is hij gevonden op het hout van een gedeeltelijk in het water staande bezemsteel. Hij is sinds 1987 niet meer waargenomen.